# Fitzwilliam College
Fitzwilliam College (pot. Fitz, Fitzbilly) – jedno z kolegiów będących częścią Uniwersytetu Cambridge. 
Jego początki sięgają roku 1869 i związane są z powstaniem Zarządu Studentów Nienależących do żadnego z college'u (eng. Non-Collegiate Student Board), którego założeniem było danie studentom z mniej zamożnych rodzin możliwości studiowania na uniwersytecie. Pierwszą siedzibą był Fitzwilliam Hall znajdujący się naprzeciwko Fitzwilliam Museum w centrum Cambridge. Fitz uzyskał status kolegium w roku 1966. Pierwsze kobiety przyjęto w roku 1978.